# Neurohipòfisi
La hipòfisi posterior o neurohipòfisi és el lòbul posterior de la hipòfisi que forma part del sistema endocrí. La hipòfisi posterior no és glandular com ho és l'adenohipòfisi. En canvi, és en gran part una col·lecció de projeccions axonals de l'hipotàlem que acaben darrere de l'adenohipòfisi i serveixen com a lloc per a la secreció d'hormones neurohipofisiàries (oxitocina i vasopressina) directament a la sang. El sistema hipotalamoneurohipofisiari està format per l'hipotàlem (el nucli paraventricular i el nucli supraòptic), la neurohipòfisi i aquestes projeccions axonals.

## Funció
És la secreció hormonal. Es considera clàssicament dues hormones relacionades amb la hipòfisi posterior: l'oxitocina i la vasopressina.
| Hormona secretada                    | Abreviatura | Tipus de substància química | Funció principal |
| ------------------------------------ | ----------- | --------------------------- | --- |
| Oxitocina                            |             | Pèptid                      | En les dones estimula la contracció dels músculs uterins durant el part, la secreció de llet i conductes maternals. En els homes facilita l'ejaculació d'esperma.                       |
| Vasopressina (hormona antidiürètica) | ADH         | Pèptid                      | Incrementa la permeabilitat a l'aigua en el túbul contornejat distal i el conducte col·lector de la nefrona, promovent la reabsorció d'aigua en els ronyons i comprimeix les arterioles |